# گازپروم آلمان
گازپروم آلمان (روسی: ГАЗПРОМ Германия ГмбХ) شرکت گاز آلمانی است، که در سال ۱۹۹۰ تأسیس شد.